# Колій
Колі́й — той, хто коле (забиває) свиней для подальшого гастрономічного вжитку.

## Опис
Процес відбувався за допомогою попереднього знерухомлення тварини за допомогою натягнутих мотузок на кінцівках, опісля чого здійснювався прокіл серця (звідки й назва). Саме за засобом умертвіння колій відрізнявся від забійників інших видів худоби (на кшалт поперечного надрізу шиї чи горла, тощо). Надалі, опісля опалення волосу, колій брав участь в основному розчленуванні туші; хоча, як правило, це колективна праця усієї родини власника худоби.
Початково задля того, щоб зайняти посаду колія, згідно зі звичаєм, людина мусила відповідати великій кількості критеріїв і звичаєвих норм. Знання і звичаї у цій сфері передавались, як правило, від вчителя до учня, від батька до сина. З часом колієм могла стати будь-яка людина з достатніми професійними навичками.

## Вплив
Професія, за основною з версій, дала назву Коліївщині: в українській народній традиції свиня символізує покарану за спробу одурити Христа жидівку, рівно як на той час козаками, та українцями загалом, не надавалося великої різниці поміж поляками та євреями:
|  | «Жид, лях тa сoбaкa — вipa однака» |

Таким чином гайдамаки обґрунтовували свої дії як звільнення України від тих, кого вони вважали загарбниками і пригноблювачами — великих землевласників, управителів маєтків і їхніх прибічників (більшість з яких в ті часи були поляками і євреями) загалом та як антитеза на радикалізм конфедератів зокрема.